# ロール・バウンス
『ロール・バウンス』（英：ROLL BOUNCE）は、2005年の映画。

## ストーリー
1970年代後半、地元のスケート場でローラースケートのパフォーマーとして活躍していたエックス。しかし、そのスケート場が閉鎖になってしまったため、仲間と新しい場所を求めアップタウンのスウィート・ローラー・リンクへ。そこでカリスマスケーターのスイートネスに屈辱を味わった彼らは、猛特訓。ダンスホールのスターの座を賭け、大会に挑む。

## キャスト
- X(エックス)…バウ・ワウ(鉄野正豊)
- バーナード…ニック・キャノン(奥田啓人￼）